# Hectómetro cúbico
El hectómetro cúbico es una unidad de volumen que representa un millón de metros cúbicos.
Esto corresponde a:
- el volumen de un cubo de cien metros (un hectómetro) de lado
- un gigalitro (mil millones de litros)
- 1 000 000 m³
- 1000 dam³
- 0,001 km³

Por ser una unidad de cierta envergadura, se usa para definir la capacidad de los embalses o de los trasvases de agua.
Su símbolo es hm³.